# 785-й истребительный авиационный полк ПВО
785-й истребительный авиационный полк ПВО (785-й иап ПВО) — воинская часть авиации ПВО, принимавшая участие в боевых действиях Великой Отечественной войны.

## Наименования полка
За весь период своего существования полк менял своё наименование:
- Тамбовский истребительный авиационный полк[1];
- 785-й истребительный авиационный полк[1][2];
- 785-й истребительный авиационный полк ПВО;
- Войсковая часть (Полевая почта) 21991[1][2].

## История и боевой путь полка
Полк сформирован в период с 7 сентября по 20 октября 1941 года как Тамбовский истребительный авиационный полк по штату 015/134 (3 эскадрильи и 32 самолёта) при Тамбовской военной авиационной школе пилотов. Основой стали кадры и инструкторский состав школы. К окончанию формирования имел в боевом составе 9 Як-1, 12 И-15бис и 9 И-16. Включен в состав ВВС Орловского Военного округа.
20 октября 1941 года полк получил боевую задачу по прикрытию от воздушных налетов железнодорожный узел Тамбов, участки железной дороги: Тамбов — Рассказово, Тамбов — Никифоровка, Тамбов — Ржакса и завод имени Котовского. Полк базировался на аэродроме Тамбов и имел в своем составе 18 самолётов и 31 летчика. По типам: И-15бис — 7 шт, И-5 — 6 шт., Як-1 — 1 шт., остальные учебно-тренировочные.
| И-15 бис | И-16 |

26 ноября 1941 года полк вошел в состав 36-й истребительной авиадивизии ПВО. 3 декабря 1941 года полк в составе 36-й иад ПВО Ряжско-Тамбовского дивизионного района ПВО (оперативно подчинялась штабу Брянского фронта) приступил к боевой работе на самолётах Як-1, И-16 и И-15бис.
С 1942 года боевая задача полка не менялась: прикрытие от воздушных налетов железнодорожных узлов Тамбов и Елец, завод имени Котовского (ныне Тамбовский пороховой завод), мост через реку Сосна. С этой целью полк базировался рассредоточено на аэродромах: Тамбов, Елец (9 самолётов и 9 летчиков), Чернь (3 самолёта и 3 летчика). 13 марта 1942 года полк получил наименование 785-й истребительный авиационный полк (директива штаба ВВС КА № 338784/СС). В мае 1942 года начал получать на вооружение истребители ЛаГГ-3.
Боевая задача полка на 1943 год сохранялась прежней: прикрытие от воздушных налетов железнодорожных узлов Тамбов, Мичуринск, Елец и Унеча, завод имени Котовского (ныне Тамбовский пороховой завод), мост через реку Сосна. В конце февраля 1943 года полком получены первые 5 самолётов Ла-5. Полностью перевооружился на этот тип к июлю 1943 года. Полк базировался рассредоточено на аэродромах: Тамбов, Елец, Мичуринск и Писаревка (12 км севернее Унечи). В июне 1943 года вместе с 36-й иад ПВО Ряжско-Тамбовского дивизионного района ПВО вошел в состав войск вновь образованного Западного фронта ПВО.
| Ла-5 | ЛаГГ-3 |

В 1944 году полк выполнял боевую задачу дежурством на аэродроме и патрулированием в воздухе осуществлять прикрытие от воздушных налетов железнодорожный узел Унеча, перегоны Унеча — Почеп, Унеча — Новозыбков, станцию Речица, мост через Днепр у Жлобина, Березину у Бобруйска, железнодорожные узлы Бобруйск и Жлобин. Полк базировался рассредоточено на аэродромах: Писаревка (12 км севернее Унечи), Новозыбков, Бронное (южнее Речицы) и Миньков (западнее Жлобина). В боевом составе полк имел 21 самолёт Ла-5, 3 ЛаГГ-3 и 1 Як-1.
В апреле 1944 года в связи с реорганизацией войск ПВО страны полк в составе 36-й иад ПВО включен в 84-ю дивизию ПВО Северного фронта ПВО (образован 29.03.1944 на базе Восточного и Западного фронтов ПВО). 29 июля полк из 36-й иад ПВО передан в состав 320-й истребительной авиадивизии ПВО 84-й дивизии ПВО Северного фронта ПВО. 24 декабря вместе с дивизией включен в состав войск Западного фронта ПВО (2-го формирования) (преобразован из Северного фронта ПВО).
В начале 1945 года полк, входя в состав 320-й истребительной авиадивизии ПВО 84-й дивизии ПВО Западного фронта ПВО имел боевую задачу дежурством на аэродроме и патрулированием в воздухе осуществлять прикрытие от воздушных налетов железнодорожный узел Гомель и прилегающие к нему участки, впоследствии получил задачу прикрывать участки над войсками на Одере: переправы и плацдармы на западном берегу. Полк базировался рассредоточено на аэродромах: Гомель и Балков на Одере.
14 февраля 1945 года полк передан в состав 148-й истребительной авиадивизии ПВО 84-й дивизии ПВО Западного фронта ПВО. В апреле 1945 года в составе дивизии полк вошел в 5-й корпус ПВО Западного фронта ПВО. 7 апреля полк перебазировался с аэродрома Гомель на аэродром Балков (Цибенген, нвне Цыбинка).
Всего в составе действующей армии полк находился: с 3 декабря 1941 года по 9 мая 1945 года.
Всего за годы войны полком:

Командир полка Герой Советского Союза О. Н. Боровков

- Совершено боевых вылетов — 4446 (днем — 4324, ночью — 122)
- Проведено воздушных боев — 9 (днем — 8, ночью — 1)
- Сбито самолётов противника — 6

### Послевоенная история полка
После войны полк выполнял задачи ПВО с аэродрома Ландсберг (Ландсберг-ан-дер-Варте, ныне Гожув-Велькопольски) в Польше в составе 148-й истребительной авиационной дивизии ПВО 5-го корпуса ПВО Западного фронта ПВО. С 10 июня Западный фронт ПВО преобразован в Западный округ ПВО и полк вместе с дивизией вошли в состав 20-й воздушной истребительной армии ПВО. 14 июля 1946 года полк вместе с дивизией переданы в состав 21-й воздушной истребительной армии ПВО Юго-Западного фронта ПВО и 20 июля перебазировался на аэродром Коростень-Михайловка (Житомирская область) и вошел в состав 120-й истребительной авиационной дивизии ПВО 21-й воздушной истребительной армии ПВО Юго-Западного фронта ПВО. Полк получил самолёты Ла-7.
20 декабря 1948 года полк из 120-й истребительной авиационной дивизии ПВО передан в Бакинскую армию ПВО на аэродром Телави Грузинской ССР. В 1949 году полк переучился на самолёты Ла-9, а с 1950 года эксплуатировал Ла-11. С 1950 года полк вошел в состав 42-й воздушной истребительной армии ПВО и перебазировался на аэродром Северо-Восточный Банк (Нефтечала, Азербайджанская ССР). В 1952 году полк получил МиГ-15, а в 1955 году — МиГ-17.
| МиГ-17 | МиГ-15 | МиГ-17 |

10 февраля 1958 года полк передан в состав 28-й истребительной авиационной дивизии ПВО 62-го истребительного авиационного корпуса ПВО 42-й воздушной истребительной армии ПВО. Из расформированной 28-й истребительной авиационной дивизии ПВО 1 июня 1962 года полк передан в 15-й Львовский Краснознаменный корпус ПВО. 30 июня 1964 года 785-й истребительный авиационный полк ПВО расформирован на аэродроме Северо-Восточный Банк (Нефтечала) в составе 15-го Львовского Краснознаменного корпуса ПВО.

## Командир полка
- майор, подполковник Боровков Орест Николаевич, 08.09.1941 — 21.10.1942
- майор Рудаков Валерий Александрович (врио), 21.10.1942 — 24.10.1942
- майор Чистяков, 24.10.1942 — 13.11.1942
- майор Круглов Владимир Петрович, 19.11.1942 — 19.02.1943
- майор Подковщиков Николай Васильевич, 16.03.1943 — 09.1945

## Лётчики-асы полка
| Фамилия, имя отчество     | Награды | Сбито самолётов (+ в группе) | Примечание                                                          |
| ------------------------- | ------- | ---------------------------- | ------------------------------------------------------------------- |
| Киселев Николай Федорович |         | 9 + 1                        | Летчик полка: с 1944 года. Боевых вылетов: 126; воздушных боев: 23. |